# یواس‌اس اسکامپ (اس‌اس‌ان-۵۸۸)
یواس‌اس اسکامپ (اس‌اس‌ان-۵۸۸) (به انگلیسی: USS Scamp (SSN-588)) یک زیردریایی بود که طول آن ۲۳۲ فوت (۷۱ متر) بود. این زیردریایی در سال ۱۹۶۰ ساخته شد.